# スプリング・クリーニング

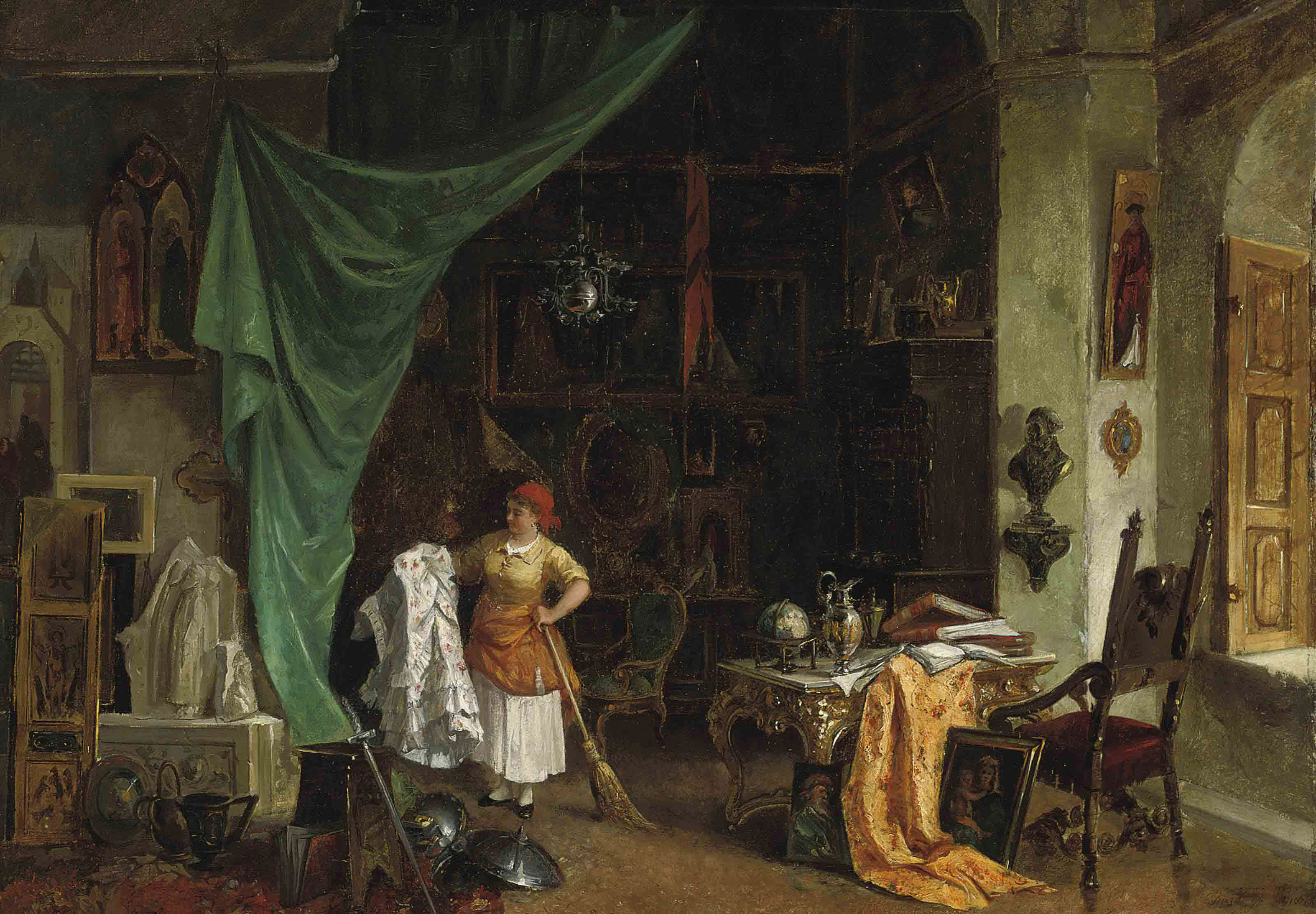
スプリング・クリーニングを描いた19世紀の絵画

スプリング・クリーニング（Spring-cleaning）とは、冬の間に暖房を目的に石炭などを利用したことによって、すすなどで汚れた家を大掃除するという、欧米の習慣である。暖房に関係することからも判るように、比較的寒い地域において、春に大掃除を行う習慣だったと言うこともできる。

## 概要
冬期間低温になる地域では、暖房が必要となる。暖房のためには、各家庭で何らかの燃料を燃焼させることが基本的な方法である。しかし、燃料を燃やせば、多くの場合はススが出るし、場合によっては灰なども出るし、薪や石炭などであれば木屑や石炭屑なども出るため、どうしても冬の間に汚れが溜まってしまう。この溜まった汚れを、春になって暖房を必要としなくなった頃を見計らって取り除くのが、スプリング・クリーニングの意義である。よって、元々は、冬に暖房が必要な、比較的寒冷な地域の習慣だと言うことができる。
ただし、人間の移動が活発になったため、この習慣を持っていた者が暖かい地域に移住した場合もあるわけで、したがって、必ずしも寒い地域だけで行われる習慣だとは言い切れなくなった。
なお、暖房に関係する部分の清掃を行うついでに、部屋なども徹底的に掃除するのが普通である。このため、スプリング・クリーニングは、日本語に翻訳する際、単なる「春の掃除」ではなく、「春の大掃除」とするのが通例である。

## 注意
たとえ、スプリング・クリーニングで暖房器具に溜まったススや埃を取り除いたとしても、晩秋になって再び暖房器具を使用する際は、再点検を行うことが、安全のためには重要である。また、例えば夏の間に鳥などが巣を作っていて煙筒を塞いでいることなどもあり得るので、特に、その場で燃料を燃やすタイプの暖房器具を使用する前には、煙筒の中も含めて点検することが望ましい。